# Борцов, Владимир Анатольевич
Владимир Анатольевич Борцов (род. 10 июня 1974, Щучинск, Кокчетавская область) — казахстанский лыжник. Участник зимних Олимпийских игр 1998 и 2002 годов. Чемпион, серебряный и бронзовый призёр зимних Азиатских игр 1996 года.

## Биография
Владимир Борцов родился 10 июля 1974 года в городе Щучинск Кокчетавской области Казахской ССР (сейчас в Акмолинской области Казахстана).
Выступал в соревнованиях по лыжным гонкам за ЦСКА из Щучинска.
В 1996 году завоевал полный комплект медалей на зимних Азиатских играх в Харбине. В эстафете 4х10 км сборная Казахстана, в которую также входили Самат Мусин, Андрей Невзоров и Павел Рябинин, выиграла золото. На дистанции 10 км классическим ходом Борцов стал серебряным призёром, уступив Рябинину, а на дистанции 15 км свободным ходом завоевал бронзу, проиграв Рябинину и Цюй Дунхаю из Китая.
В 1998 году вошёл в состав сборной Казахстана на зимних Олимпийских играх в Нагано. На дистанции 30 км классическим ходом занял 50-е место с результатом 1 час 45 минут 12,8 секунды и уступив 11 минут 17 секунд выигравшему золото Мике Мюллюле из Финляндии. На дистанции 50 км свободным ходом занял 45-е место с результатом 2 :20.39,3, уступив 15 минут 31,1 секунды победителю Бьёрну Дели из Норвегии. В эстафете 4х10 км сборная Казахстана, за которую также выступали Павел Рябинин, Андрей Невзоров и Виталий Лиличенко, заняла 16-е место с результатом 1:46.12,9, уступив 5 минут 17,2 секунды завоевавшей золото сборной Норвегии.
В 2002 году вошёл в состав сборной Казахстана на зимних Олимпийских играх в Солт-Лейк-Сити. В спринте занял 49-е место в квалификации, показав результат 3 минуты 6,03 секунды и уступив 12,16 секунды худшему из попавших в четвертьфинал Ханну Маннинену из Финляндии. На дистанции 30 км свободным ходом занял 46-е место, показав результат 1:17.47,5, уступив 6 минут 15,5 секунды победителю Кристиану Хоффману из Австрии.
Дважды участвовал в чемпионатах мира. В 1999 году в Рамзау-ам-Дахштайне занял 70-е место на дистанции 10 км классическим ходом, 54-е — в гонке преследования на 15 км, 43-е — на дистанции 50 км классическим ходом, 39-е — на дистанции 30 км вольным ходом, 12-е — в эстафете 4х10 км. В 2001 году в Лахти стал 47-м в спринте вольным ходом, 59-е — на дистанции 15 км классическим ходом, 66-е — в скиатлоне на 20 км, 47-е — на дистанции 50 км вольным ходом.